# Imia
Imia (griechisch Ίμια [ˈimja] (n. pl.)) ist die griechische Bezeichnung für zwei kleine unbewohnte Inseln in der östlichen Ägäis, die im Jahre 1996 Gegenstand eines Territorialstreits zwischen Griechenland und der Türkei waren. Der türkische Name der Inseln ist Kardak. Alternative Bezeichnungen sind Limnia (griechisch), İkizce (türkisch) sowie Heipethes auf einigen älteren Karten.

## Geographie
Imia liegt rund 4,5 km östlich der zu den südlichen Sporaden (Dodekanes) zählenden Insel Kalymnos und 7 km westlich der türkischen Küste bei Bodrum. Es handelt sich um zwei Inseln – eine etwas größere, westlich gelegene Insel und eine etwas kleinere, die sich etwa einen halben Kilometer östlich befindet. Die Fläche beider Inseln beträgt etwa 4 ha.
Der Streit um Imia ist Teil eines umfassenderen Konflikts, der sich um die Nutzung des ägäischen Kontinentalschelfs und die Definition der Seegrenzen, aber auch um die Grenzen des jeweiligen Luftraums dreht.

## Geschichte

### Historische Grenzregelungen

Politische Karte der Region um die Inseln Imia/Kardak mit der Grenze entsprechend dem Ankara-Protokoll von 1932. Die Imia-Inseln sind mit „G“ und als unter italienischer Souveränität stehend (blau) gekennzeichnet.

Die Südlichen Sporaden gehörten bis zum italienisch-türkischen Krieg zum Osmanischen Reich, das 1912 den Dodekanes an Italien abtreten musste. Eine endgültige Regelung über den Besitz der Inseln traf dann der Friedensvertrag von Lausanne am 24. Juli 1923. Darin stimmte die Türkei der Abtretung des Dodekanes an Italien zu. Nach der Niederlage Italiens im Zweiten Weltkrieg gingen dessen Rechte an den Inseln auf Griechenland über (Pariser Friedenskonferenz 1946). Weder der Vertrag von Lausanne noch der von Paris zählen aber alle betroffenen Inseln auf, sodass nicht eindeutig geklärt ist, inwieweit auch Imia unter den Souveränitätsverzicht der Türkei auf den Dodekanes fällt.
In Artikel 12 des Vertrags von Lausanne heißt es, die Souveränität für einen Streifen von 3 (Land-)Meilen vor der türkischen Küste verbleibe bei der Türkei, soweit anderweitig keine davon abweichenden Regelungen bestehen. Artikel 15 hält fest, dass die Türkei auf die 13 größten namentlich aufgezählten Dodekanes-Inseln verzichtet, sowie „auf die diesen benachbarten Inseln“. Imia liegt knapp außerhalb der 3-Meilen-Zone, ist allerdings auch nicht offensichtlich anderen Dodekanes-Inseln „benachbart“ im Sinne des Artikels 15 – die türkische Seite verweist darauf, dass sich Imia näher an der türkischen Küste als an Kalymnos, der nächsten Insel, die explizit im Vertrag erwähnt wird, befinde und dass Imia daher, wenn schon nicht explizit als Besitz der Türkei, so doch zumindest als eine Insel zu betrachten sei, zu der der Vertrag keine endgültige Regelung getroffen habe. Griechenland dagegen argumentiert, dass aus dem Kontext heraus klar sei, dass die Türkei keinen Anspruch jenseits der 3 Meilen erheben könne.
Nach dem Abschluss des Lausanner Vertrages kam es vereinzelt zu unterschiedlichen Interpretationen zwischen Italien und der Türkei (die aber nicht direkt Imia betrafen). Um dies zu bereinigen, unterzeichneten beide Seiten im Jahre 1932 in Ankara ein Protokoll, das von Vertretern der beiden Außenministerien unterzeichnet wurde. Es legte die Grenze – dokumentiert durch entsprechende kartographische Darstellungen – genau fest; Imia wurde dabei Italien zugesprochen. Die Türkei wies im späteren Imia-Konflikt darauf hin, dass das Protokoll nicht den Status eines völkerrechtlichen Vertrags gehabt habe, die griechische Seite sieht darin dennoch eine bindende Vereinbarung und das damalige Eingeständnis der türkischen Seite, dass auf Imia verzichtet werde. Im Jahre 1950 waren außerdem die Grenzen des Luftraumes für den Flugverkehr vereinbart worden. Im entsprechenden Abkommen wird auf die gegenseitig anerkannten Meeresgrenzen hingewiesen; für die griechische Seite ein Hinweis darauf, dass von vertraglich nicht festgelegten Hoheitsrechten über einzelne Inseln keine Rede sein könne. Karten zum Abkommen zeigen Imia als zu Griechenland gehörig. Die Türkei hat behauptet, es sei 1950 nicht um Souveränitätsfragen gegangen.
Tatsächliche Akte der Souveränitätsausübung des griechischen Staates hat es in Bezug auf Imia vor 1996 kaum gegeben, da die Inseln als zu unbedeutend angesehen wurden, zwischen 1984 und 2004 wurden sie jedoch regelmäßig von einem Hirten aus Kalymnos als Weidegrund benutzt. Der Hirte hörte im April 2004 auf, die Inseln aufzusuchen, nachdem ihm 2002 der Fahrtkostenzuschuss für sein Boot von der Gemeinde Kalymnos gestrichen worden war.  Auch mehrere andere Ägäis-Inseln, auf die die Türkei Anspruch erhebt, sind bewohnt, andere haben Leuchttürme u. ä., wobei die Nutzung stets auf griechische Zugehörigkeit hinweist.
Was kartographische Darstellungen vor 1995 angeht, so zeigen die meisten (auch türkischen) Karten Imia als griechischen Besitz. Im Jahr 2004 reklamierte die Türkei, dass es griechische topographische Karten gäbe, auf denen die nahegelegene Insel Zouka bzw. Topan Adası als griechischer Besitz markiert war, obwohl diese innerhalb der türkischen 3-Meilen-Zone liegt. Dagegen zeigten die Karten der griechischen Marine Zouka stets als türkisches Territorium an. Die griechische Seite gestand dies als technischen Fehler in den topografischen Karten ein und erklärte, dass Zouka in der Tat zur Türkei gehöre. 
Dritte Staaten haben sich aus der rechtlichen Bewertung der Hoheitsfrage bislang weitgehend herausgehalten. Die US-amerikanische Behörde National Imagery and Mapping Agency (NIMA), die am 1. Oktober 1996 gegründet wurde, markiert die Inseln in ihren am 6. Oktober 1996 veröffentlichten Karten und in allen im Folgenden veröffentlichten Karten als „Vrakhoi Imia“ (Imia-Felsen) unter griechischer Souveränität, ohne Erwähnung des türkischen Namens „Kardak“.

### Konflikt von 1995/96

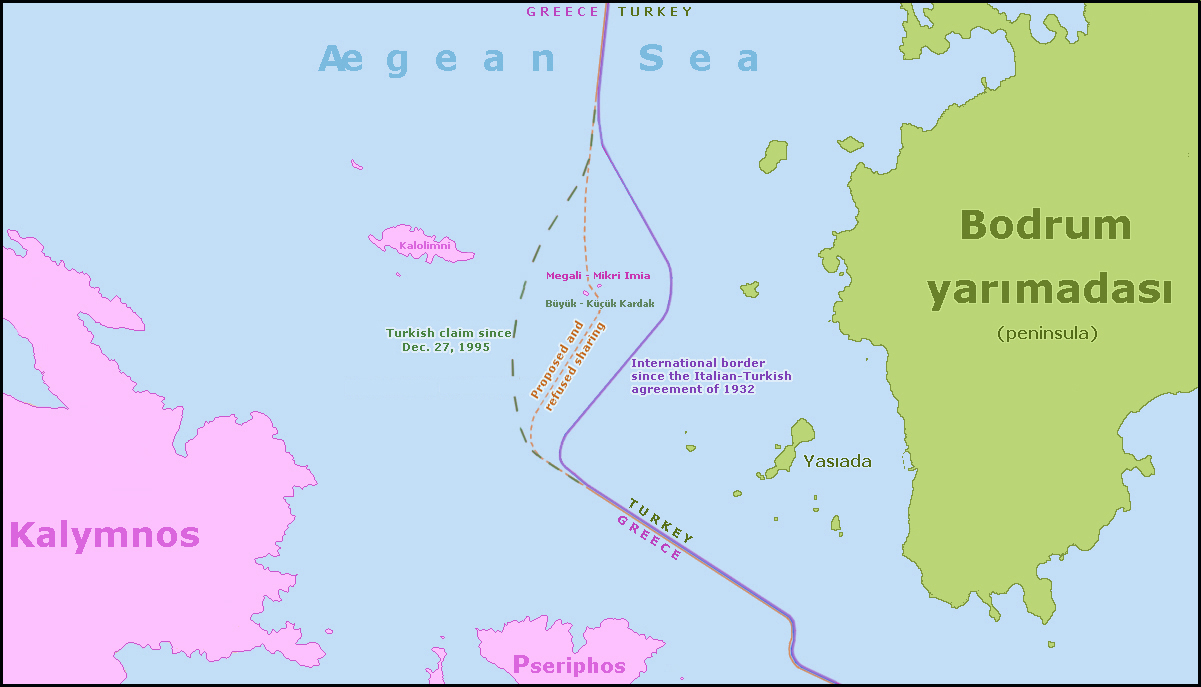
Die durchgezogene Linie rechts kennzeichnet die Grenzziehung gemäß Ankara-Protokoll von 1932. Die gestrichelte Linie links zeigt die Grenze der türkischen Gebietsansprüche.

Die Lage um Imia blieb bis Ende 1995 weitgehend ruhig; dagegen hatte es um andere Aspekte des Ägäis-Streits seit längerem Konflikte gegeben. 
Am 25. Dezember 1995 lief das türkische Frachtschiff Figen Akat vor Imia auf Grund und musste geborgen werden. Als griechische Ordnungskräfte zu Hilfe kamen, wies der Kapitän sie mit dem Argument ab, das Schiff befinde sich in türkischen Hoheitsgewässern und müsse daher von türkischen Schleppern befreit werden; letztendlich wurde das Schiff von zwei griechischen Bergungsschleppern in den nahe gelegenen türkischen Hafen Kiuluk geschleppt. Am 29. Dezember stellte die Türkei Griechenland eine Verbalnote zu, in der argumentiert wurde, die Imia-Felseninseln seien Teil des türkischen Territoriums und gehörten zur Provinz Bodrum. Am 9. Januar übermittelte Griechenland über seine Botschaft in Ankara eine Verbalnote, in der das Vorgebrachte zurückgewiesen wurde.
Der Vorfall fand zunächst kaum Beachtung in der Öffentlichkeit. 
Ein Bericht über den Austausch der Verbalnoten anlässlich der Havarie in der griechischen Zeitung Gramma am 20. Januar 1996, einen Tag nach der Vereidigung des neuen griechischen Premierministers Konstantinos Simitis (PASOK), brachte den Stein ins Rollen. Der Sachverhalt wurde intensiv in den Medien diskutiert und der Bürgermeister von Kalymnos und ein Priester begaben sich am 26. Januar nach Imia, um dort eine griechische Flagge zu setzen. Am 27. Januar ließen sich einige Journalisten der türkischen Zeitung Hürriyet mit einem Hubschrauber nach Imia fliegen, entfernten die griechische Flagge und setzten an ihre Stelle eine türkische; dies wurde live von einem türkischen Fernsehsender ausgestrahlt. Die griechische Regierung (Kabinett Simitis I) beorderte daraufhin ein Schiff ihrer Kriegsmarine nach Imia und ließ die türkische Flagge am 28. Januar wieder entfernen und an deren Stelle die griechische Flagge setzen. Ferner ließ Simitis die auf der östlichen Insel angebrachte griechische Flagge durch einige Marinetaucher bewachen, auf der westlichen Insel wurden hingegen keine griechischen Soldaten stationiert. Es kam zu einem heftigen verbalen Schlagabtausch zwischen der türkischen Regierungschefin Tansu Çiller und Simitis. Während seiner ersten Regierungserklärung als griechischer Ministerpräsident am 29. Januar wies Simitis die Forderung Çillers, dass um den Status der Inseln verhandelt werden müsse, zurück. Die Flotten beider Staaten wurden in Alarmbereitschaft versetzt. Ein Schlichtungsversuch des US-Präsidenten Bill Clinton, der am Morgen des 30. Januar begann, blieb ergebnislos.
Gegen 14:30 Uhr des 30. Januar waren laut den Aufzeichnungen des griechischen Generalstabs im Großraum um die Imia-Inseln bis zur Zentral-Ägäis 33 Kriegsschiffe anwesend, davon 15 griechische und 18 türkische. Gegen 18:00 Uhr versuchten ein Schnellboot und gleichzeitig ein Schlauchboot der türkischen Marine, Einheiten auf Imia anzulanden, beide wurden jedoch von griechischen Schnellbooten abgedrängt. In einer nächtlichen Kommandooperation ließ die Türkei am 31. Januar um 1:40 Uhr die unbewachte westliche der beiden Imia-Inseln durch eine militärische Einheit besetzen. Ein Hubschrauber der griechischen Marine stürzte um 4:50 Uhr bei einem Beobachtungsflug nahe der westlichen Imia ab; alle drei Insassen starben, wobei inoffiziell von griechischer Seite türkischer Beschuss dafür verantwortlich gemacht wurde; offiziell wurde dieser Vorfall aber nicht weiter kommentiert.
US-Präsident Clinton sowie US-Diplomat Richard Holbrooke und NATO-Generalsekretär Javier Solana führten erneut Vermittlungsgespräche. Die türkischen und griechischen Kriegsschiffe zogen sich aus dem Gebiet um Imia zurück.
Der Gebietsstreit wurde nicht beigelegt; Ministerpräsident Simitis nannte das Vorgehen der Türkei aggressiv.

### Weitere Entwicklung
Griechenland und die Türkei waren seit Jahrzehnten in einen kostspieligen Rüstungswettlauf verstrickt. 1999 begann ein Dialog, mit dem Athen die Hoffnung verband, dieses Wettrüsten beenden zu können. Als sich diese – etwa 2008 – zerschlug, begann Griechenland Verhandlungen mit Waffenlieferanten, um unter anderem 6 Fregatten, 17 Hubschrauber (geschätzte Kosten einschließlich Bewaffnung: rund 3,7 Mrd. Euro) und 5 Aufklärungsflugzeuge für die Marine (250 Mio. Euro) zu kaufen. Zudem verhandelten Athen und Russland über die Lieferung von 415 Schützenpanzern. Der BMP-3 ist ein Mix aus Schützenpanzer und leichtem Kampfpanzer.
Die rechtsextreme neonazistische griechische Partei Chrysi Avgi verwendet (Stand 2013) die Thematik des Hubschrauberabsturzes jährlich, um Stimmung für territoriale Ansprüche gegenüber der Türkei zu machen.
Im Februar 2013 entließ SYRIZA Nassos Theodoridis als ihren Vertreter in der Menschenrechtskommission des griechischen Parlaments. Dieser hatte zuvor geäußert, die Imia-Inseln gehörten zur Türkei und Griechenland solle die internationale 12-Seemeilen-Zone der Türkei respektieren. Außerdem nannte er die Inseln beim türkischen Namen „Kardak“ und bezeichnete die nationale Souveränität Griechenlands als eine Erfindung, die dazu diene, „die unterdrückten Massen zu ködern“. SYRIZA distanzierte sich von den Äußerungen.
In Gedenken an den 19. Jahrestag des Hubschrauberabsturzes löste der drei Tage zuvor vereidigte griechische Verteidigungsminister Panos Kammenos (ANEL) am 30. Januar 2015 in Begleitung hochrangiger Militärs mit einem Überflug der Inselgruppe und Abwurf von Trauerkränzen einen Einsatz türkischer und griechischer Kampfflugzeuge aus.
Am 17. Januar 2018 kollidierten ein Boot der türkischen Küstenwache und das Kanonenboot Nikiforos der griechischen Kriegsmarine in unmittelbarer Nähe zu den Imia-Inseln. Es kam zu keinen Beschädigungen an den Schiffen.
Am 13. Februar 2018 rammte kurz nach Mitternacht ein Schiff der türkischen Küstenwache das Patrouillenboot der griechischen Küstenwache Gavdos, das in unmittelbarer Nähe der Insel Imia patrouillierte. Laut Angaben der griechischen Küstenwache konnte das leichtere griechische Boot aufgrund seiner Wendigkeit dem wesentlich größeren türkischen Schiff gerade noch ausweichen und einen schwerwiegenden senkrechten Aufprall auf der linken Seite vermeiden, es wurde jedoch dennoch am Heck gestreift und schwer beschädigt. Der Vorfall wird allgemein als der schwerwiegendste Zwischenfall vor Imia seit 1996 angesehen.